# Origen de los hicsos
El origen de los hicsos plantea uno de los mayores dilemas de la historia egipcia. Su aparición comenzó como una migración paulatina y se transformó con el tiempo en una conquista militar del territorio egipcio. Ésta se logró por la debilidad por la que atravesaba Egipto, unido al uso de armas desconocidas o poco usadas por el ejército egipcio: arco compuesto, armaduras, dagas y espadas de bronce, y sobre todo el uso del caballo y del carro de guerra. El uso del bronce y la caballería daban a los hicsos la ventaja militar frente a un ejército de infantería armado con hachas y lanzas. 
Hoy sabemos que los hicsos se establecieron en la ciudad más grande del mundo antiguo, Avaris, y se dieron faraones por más de 100 años hasta que fueron expulsados por un ejército nacionalista egipcio liderado por Amhosis. Las excavaciones del arqueólogo que desenterró Avaris, Manfred Bietak, muestran en las pinturas de los templos intensas relaciones entre Egipto y Micenas que ratificarían los mitos de Dánao y Cadmo como los dioses civilizadores del Mediterráneo y héroes culturales de los antiguos griegos. 
Los faraones de la decimoquinta y decimosexta dinastía eran hicsos, de origen no egipcio. Respecto a su identidad étnica hay varias hipótesis, aunque la población se componía de inmigrantes llegados desde Siria, Canaán y Mitani. Tras la debilidad de los reyes de la dinastía XIII tomaron el poder en el Bajo Egipto manteniendo las costumbres y cultura egipcia, ya asimilada, y estableciendo su capital en Avaris, en el delta del Nilo. 

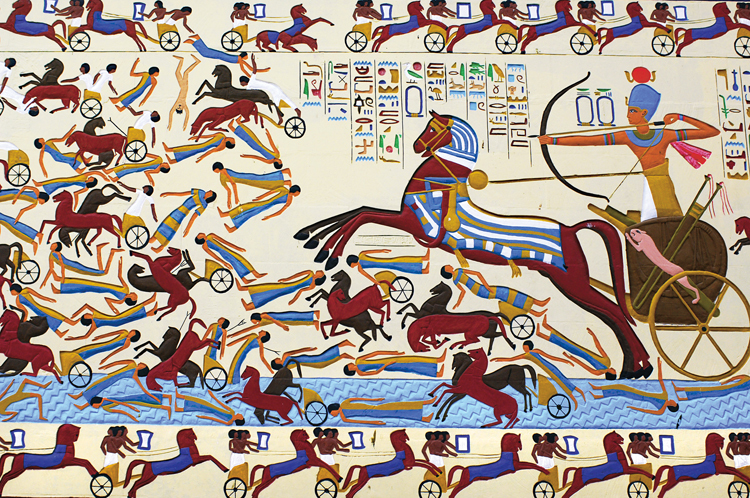
Ahmose I (Dinastía XVIII) derrotando a los hicsos.

## Etimología
El origen del término hicsos deriva de la expresión egipcia heqa Jasut («reyes de tierras extranjeras»), usado en textos tales como el canon Real de Turín para describir a los gobernantes de tierras vecinas. Esta locución comienza a aparecer durante el Imperio Antiguo refiriéndose a los varios caciques de Nubia, y desde el Imperio Medio para mencionar a los gobernantes semíticos de Siria y de Canaán.

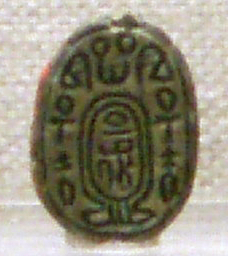
Escarabeo con el nombre de Apofis I.

Los nombres, el orden, e incluso el número total de los reyes de la decimoquinta dinastía no se conocen con certeza absoluta. Los nombres aparecen como jeroglíficos en los monumentos y en objetos pequeños tales como tapas de tarros y escarabeos, pero en los casos en los cuales los nombres de Nesut-Bity y Sa-Ra no se muestran juntos en el mismo objeto no hay certeza de que pertenezcan a una sola persona. El egiptólogo danés Kim Ryholt resume la situación en su estudio sobre el segundo periodo intermedio indicando que hay solamente indicaciones vagas del origen de la decimoquinta dinastía y coincide en que el pequeño número de nombres que han sobrevivido son demasiado pocos para tener en cuenta conclusiones generales. Además, Ryholt subraya que también carecemos de indicios positivos de que cualesquiera de los reyes de la dinastía XV estuvieran relacionados por lazos de sangre, y, podríamos estar ante una dinastía de origen étnico mixto.
La historia de Egipto de Manetón se conoce solamente a través de los trabajos de otros, tales como contra Apion de Flavio Josefo. Estas fuentes no enumeran los nombres de los seis reyes en el mismo orden. Para complicar más las cosas, la ortografía está distorsionada y es inútil a los efectos cronológicos; no hay una conexión obvia entre la mayor parte de estos nombres (Salitis, Beon o Bnon, Apacnan o Pacnan, Annas o Staan, Apofis, Assis o Arcles) y los nombres egipcios que aparecen en escarabeos y otros objetos. La lista de reyes de Turín afirma la existencia de seis reyes hicsos, pero solamente cuatro de ellos se atestiguan claramente por la supervivencia de registros arqueológicos o textuales: Sakar-har, Iannas, Apofis I y Jamudy.
Iannas y Apofis son los reyes de esta dinastía mejor acreditados, mientras que de Sakar-har solo existe una referencia: una jamba de la puerta de Avaris que lleva su titulatura real. A Jamudy se le nombra como el último rey hicso en un fragmento del Canon de Turín. Los nombres jeroglíficos de estos reyes de la dinastía aparecen en monumentos, escarabajos y otros objetos.
Dos faraones hicsos siguen siendo desconocidos. Muchos eruditos han sugerido que eran Maaibre Sheshi (Bnon), Apacnan, Samuqenu, Seuserenra Jyan o Meruserra Yaqebhor, todos ellos atestiguados por los sellos o los escarabajos en la región del Delta, pero hasta el momento todo lo que se sabe es que eran reyes asiáticos de la región del delta del Egipto. Podrían ser los dos reyes hicsos restantes o miembros de la anterior decimocuarta dinastía de Xois. (Véase Gobernantes de la dinastía XV en los antiguos textos.)

## Hipótesis

### Wolfgang Helck
El egiptólogo alemán Wolfgang Helck defendió que los hicsos fueran parte de unas masivas y extensas migraciones de hurritas e indo-arios en el Cercano Oriente. Según Helck, los hicsos eran hurritas y parte de un imperio hurreo que, según presumía, se extendió por gran parte de Asia occidental en ese período. La mayoría de los eruditos han rechazado esta teoría y Helck mismo ha abandonado esta hipótesis en un artículo publicado en 1993.

### Manetón y Josefo
En su obra contra Apion, el historiador del siglo I Flavio Josefo discute el sincronismo entre el relato bíblico del Éxodo de los israelitas de Egipto, y dos eventos que el historiador egipcio Manetón menciona. Es difícil distinguir entre lo que Manetón contó realmente y lo que Josefo o Apion interpretan.
Josefo identifica el éxodo de los israelitas con el primer éxodo mencionado por Manetón, cuando unos 480.000 «reyes pastores hicsos» (también designados como pastores, como reyes y como pastores prisioneros en su discusión) salen de Egipto hacia Jerusalén. La mención de los hicsos identifica este primer éxodo con el período Hicso (siglo XVI a. C).
Apion identifica un segundo éxodo mencionado por Manetón cuando un renegado, que el sacerdote egipcio llamó Osarsef, condujo 80.000 leprosos en rebelión contra Egipto. Manetón combina al parecer los acontecimientos del período de Amarna (en el siglo XIV a. C.) y los acontecimientos del final de la dinastía XIX (siglo XII a. C). Apion lo mezcla además con el éxodo bíblico y, contrario a Manetón, incluso alega que este sacerdote herético cambió el nombre a Moisés.  Muchos eruditos interpretan que leprosos y sacerdotes leprosos no debe ser entendido de forma literal: no como enfermedad sino como una extraña e incómoda creencia ajena a la cultura egipcia.
Josefo se confunde al entender heqa Jasut (hicso) como Hekw Shasu (nómada), y traduce reyes de tierras extranjeras como reyes pastores.

### Hipótesis modernas
Se asume generalmente que los hicsos eran semitas que llegaron del Levante mediterráneo (Siria o Canaán). La declaración explícita de Kamose, último rey de la dinastía XVII de Tebas sobre los orígenes asiáticos de Apofis es la evidencia más fuerte sobre el origen cananeo de la mayoría de los hicsos. Kamose se refiere a Apofis como cacique de Retjenu (es decir Canaán) en una estela, lo que implica el origen cananeo para este rey hicso. El nombre de Iannas "se ha interpretado generalmente como amorrita. Ryholt además observa el nombre Iannas está registrado en las listas reales asirias como el de un antepasado lejano de Shamshi-Adad I (c.1800 a. C.), lo que sugiere que puede haber sido utilizado durante siglos antes que por el faraón.
El estudio del nombre de Sakar-har, uno de los tres primeros reyes de la dinastía XV, también indica un origen semita occidental o cananeo para los reyes hicsos, si no para todo el pueblo hicso. Afirma Ryholt:

Sakar-har es evidentemente un nombre theoforo compuesto con hr, en cananeo harru o montaña). Esta montaña sagrada o deificada se encuentra al menos en otros dos nombres que son semíticos occidentales (Ya'qub-Har y Anar-Har) así que hay razones para sospechar que éste también puede tener el mismo origen. El elemento skr puede ser el cananeo recompensa que aparece en varios nombres amorritas. Si se asume que skr toma una forma nominal como en los nombres sa-ki-ru-um y sa-ka-ŕu-um, el nombre se debe transcribir como Sakir-Har o Sakar-Har. Los dos nombres anteriores significan probablemente la recompensa por consiguiente, el nombre considerado significaría la recompensa de Har.

En cuanto a la conquista de los hicsos, algunos arqueólogos los representan como hordas norteñas... que barrieron  de Egipto en carros rápidos. Otros se refieren a una conquista sigilosa es decir, a una infiltración o migración gradual de nómadas o seminómadas que lentamente asumió el control de un país fragmentado o que por rápido golpe de Estado derrocaron al gobierno existente. En El mundo del pasado (1963, p. 444), la arqueóloga Jacquetta Hawkes indica: ya no se cree que los reyes hicsos... representan la invasión de un horda conquistadora de asiáticos... eran grupos de semitas vagabundos que habían llegado desde antiguo a Egipto para comerciar y con otros propósitos pacíficos. Esta visión tiene dificultades para explicar cómo grupos que vagaban habrían podido conseguir el control de Egipto, especialmente teniendo en cuenta que la dinastía XII había llevado al país a un máximo de poder.